# 氯乙酰氯
氯乙酰氯是氯乙酸的酰氯衍生物，化学式为CH2ClCOCl。它是一种双官能团化合物，作为合成砌块（building block）使用。

## 制备
工业上，氯乙酰氯可以通过二氯甲烷的羰基化反应制备，或者是1,1-二氯乙烯的氧化反应，也可以利用烯酮的氯化反应得到。其它方法还有氯乙酸和氯化亚砜、五氯化磷或光气的反应。

## 化学性质
氯乙酰氯作为一种双官能团化合物，其酰氯端可以很容易地形成酯或酰胺，另一端可以形成胺等官能团。例如氯乙酰氯在利多卡因的合成中的使用：

## 应用
氯乙酰氯的主要用途是作为甲草胺和丁草胺生产过程中的中间体，每年估计使用1亿磅。还有一部分氯乙酰氯用于生产2-氯苯乙酮（苯乙酰氯），另一种可用于生产催泪瓦斯的中间体。以氯化铝为催化剂，苯的傅-克酰基化反应可以制备2-氯苯乙酮：

## 安全
和其它酰氯一样，氯乙酰氯可以和其他质子化合物如胺、醇或水反应，生成刺激性的氯化氢气体。
美国职业安全与健康管理局没有设定规定的允许暴露的限值，但美国国家职业安全卫生研究所设立的标准是每天工作8小时，建议曝露限值不超过0.05 ppm。